# Años 250
Los años 250 o década del 250 empezó el 1 de enero del 250 y terminó el 31 de diciembre del 259.

## Acontecimientos
- San Cornelio sucede a San Fabián como papa en el año 251
- San Lucio I sucede a San Cornelio como papa en el año 253
- San Esteban I sucede a San Lucio I como papa en el año 254
- San Sixto II sucede a San Esteban I como papa en el año 257
- San Dionisio sucede a San Sixto II como papa en el año 259